# Mrkalji (Foča, BiH)
Mrkalji su naseljeno mjesto u općini Foča, Republika Srpska, BiH. Nalaze se s desne strane rijeke Sutjeske, unutar Nacionalnog parka Sutjeske.
Godine 1962. godine pripojeno je skupa s naseljem Suhom naselju Tjentištu. (Sl.list NRBiH, br.47/62).

## Stanovništvo
| Narod     | Popis 1961. |
| --------- | ----------- |
| Hrvati    |             |
| Muslimani | 137         |
| Srbi      | 10          |
| ostali    | 14          |
| Ukupno    | 161         |